# Zollkran Trier

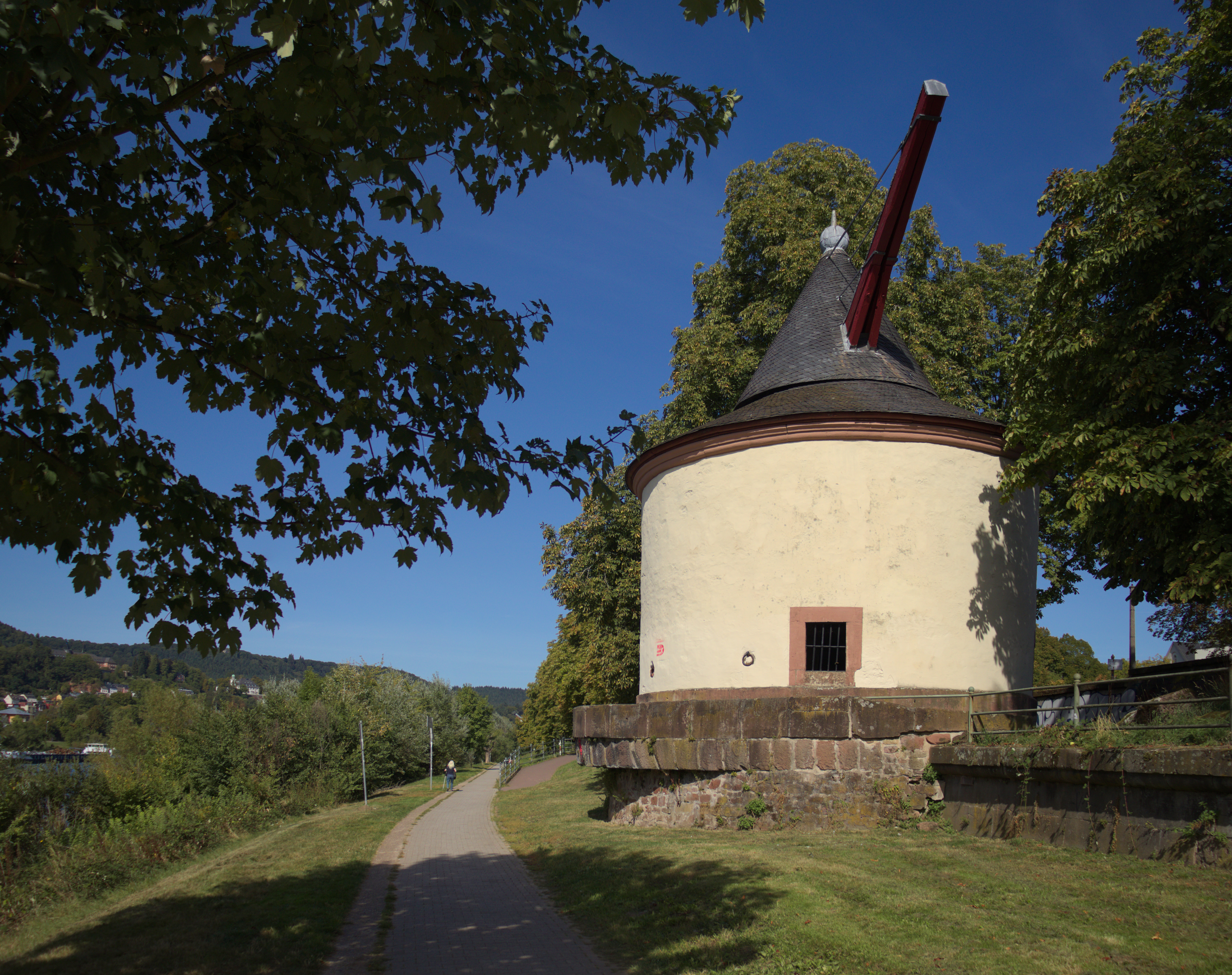
Zollkran, Südseite

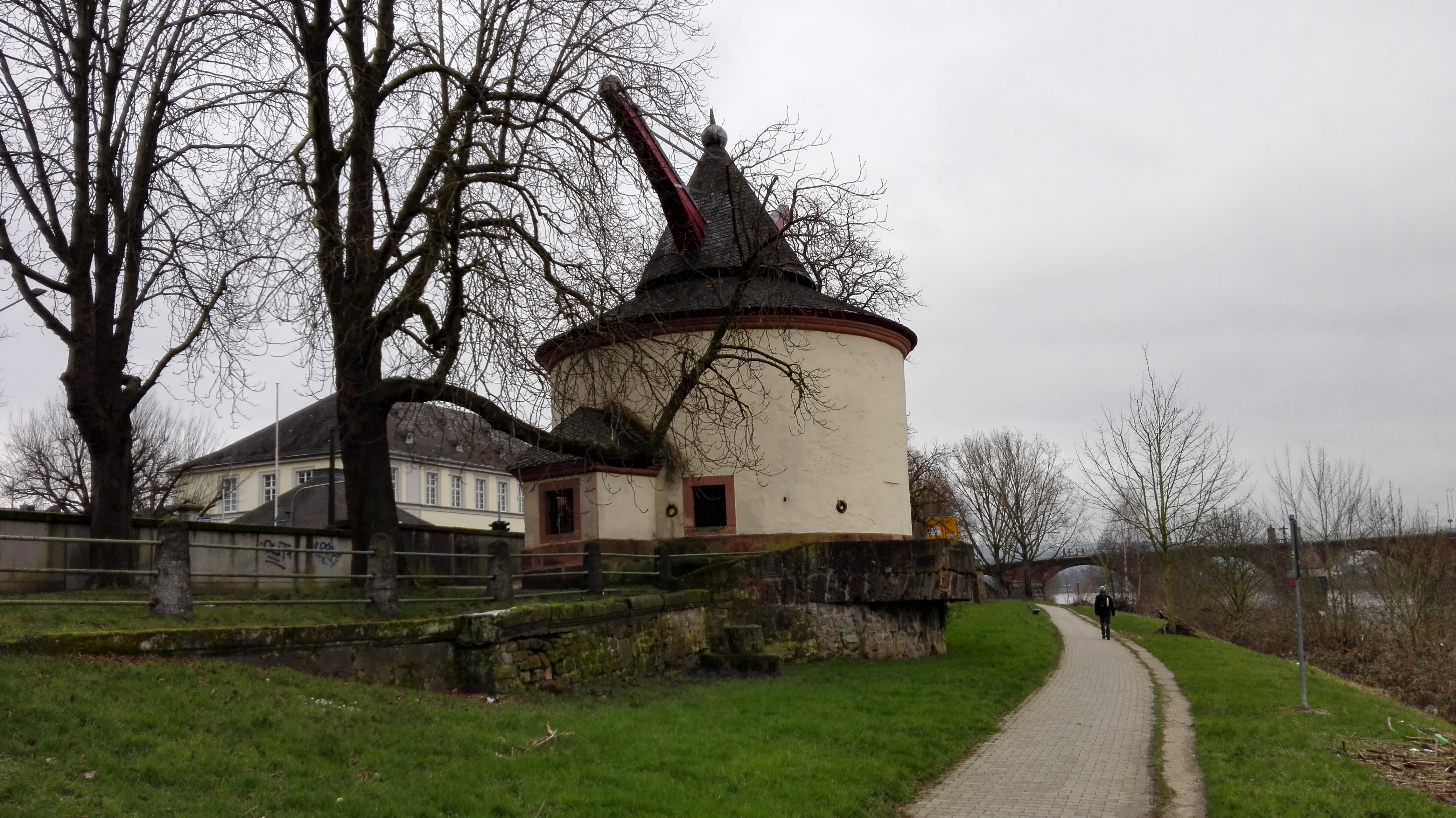
Zollkran, Nordseite, im Hintergrund das Hauptzollamt und die Römerbrücke

Der Zollkran, auch Alter Zollkran oder Jüngerer Moselkran genannt, ist ein Hafenkran in Trier. Der barocke Steinbau mit Doppelausleger steht am rechten Moselufer nahe dem Hauptzollamt.

## Geschichte
Der Zollkran wurde 1774 auf Geheiß des Trierer Magistrates nach Plänen von Johannes Seiz als steinerner Turmtretkran mit Doppeltreträdern, Kransäule (Kaiserbaum), um 360° drehbarem Kegeldach mit zwei Balanceauslegern und Kette mit einfachem Flaschenzug errichtet. An der Nordseite befindet sich ein rechteckiger Anbau. Der Kranneubau entlastete den 360 Jahre älteren, noch einarmigen Alten Krahnen 250 m moselabwärts, der seinerzeit stark reparaturbedürftig war und erst 1778 instand gesetzt und mit einem zweiten Ausleger versehen wurde. Im Unterschied zu ihm hat der Zollkran ein rundes, überstehendes Rondellfundament. Im Zweiten Weltkrieg, 1944, wurde der Zollkran beschädigt und in der Nachkriegszeit wieder repariert. 1984 wurde er renoviert.